# Ліпник (Опатовський повіт)
Ліпник (пол. Lipnik) — село в Польщі, у гміні Ліпник Опатовського повіту Свентокшиського воєводства.
Населення — 353 особи (2011).
У 1975-1998 роках село належало до Тарнобжезького воєводства.

## Демографія
Демографічна структура на день 31 березня 2011 року:
|          | Загалом | Допрацездатний вік | Працездатний вік | Постпрацездатний вік |
| -------- | ------- | ------------------ | ---------------- | -------------------- |
| Чоловіки | 175     | 37                 | 111              | 27                   |
| Жінки    | 178     | 28                 | 94               | 56                   |
| Разом    | 353     | 65                 | 205              | 83                   |